# 立面図

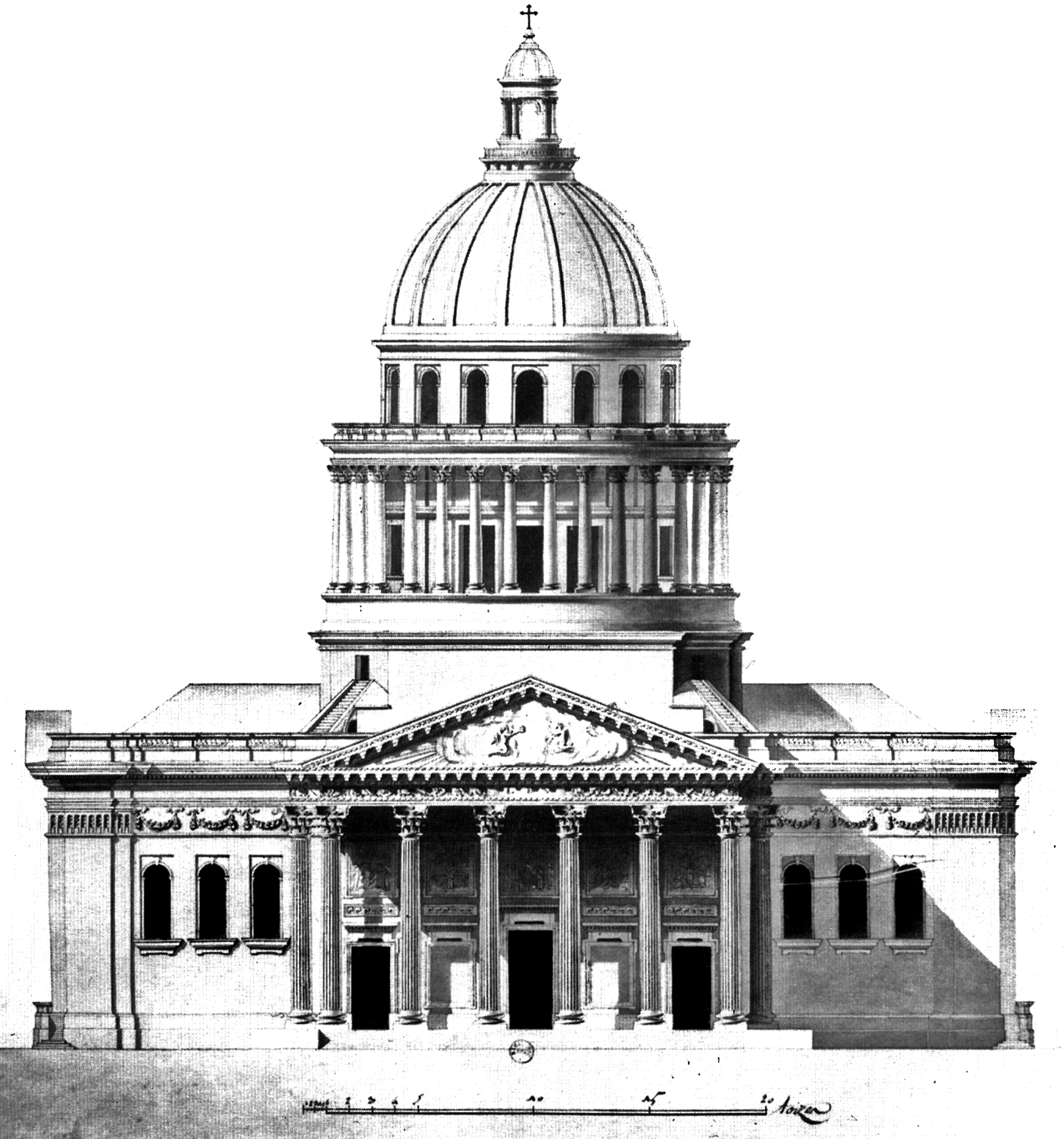
パリ 、 パンテオンの主要ファサードの立面

立面図（りつめんず、elevation）は、片側から見た建物の外観で、1側面ファサードにたいする図。 これは建物の外観を記述するために使用される最も一般的なビューである。 各立面には、面している方向に関連してラベルが付けられている。建物が平面的に見て単純な長方形であることはめったにないので、典型的な立面図は、特定の方向から見た建物のすべての部分を示すことになる場合もある。 
幾何学的には、立面図とは建物から垂直平面への水平な正投影図であり、垂直平面は通常、建物の片側に平行である。 
建築家はまた、立面という言葉をファサードの 同義語として使用しているため、北側の立面図は文字通り建物の北向きの壁の姿を示している。